# Стонгейвен
Стонге́йвен (англ. Stonehaven, шотл. Steenhive, шотл. гел. Cala na Creige) — місто на північному сході Шотландії, в області Абердиншир.
Населення міста становить 10 090 осіб (2006).

## Галерея

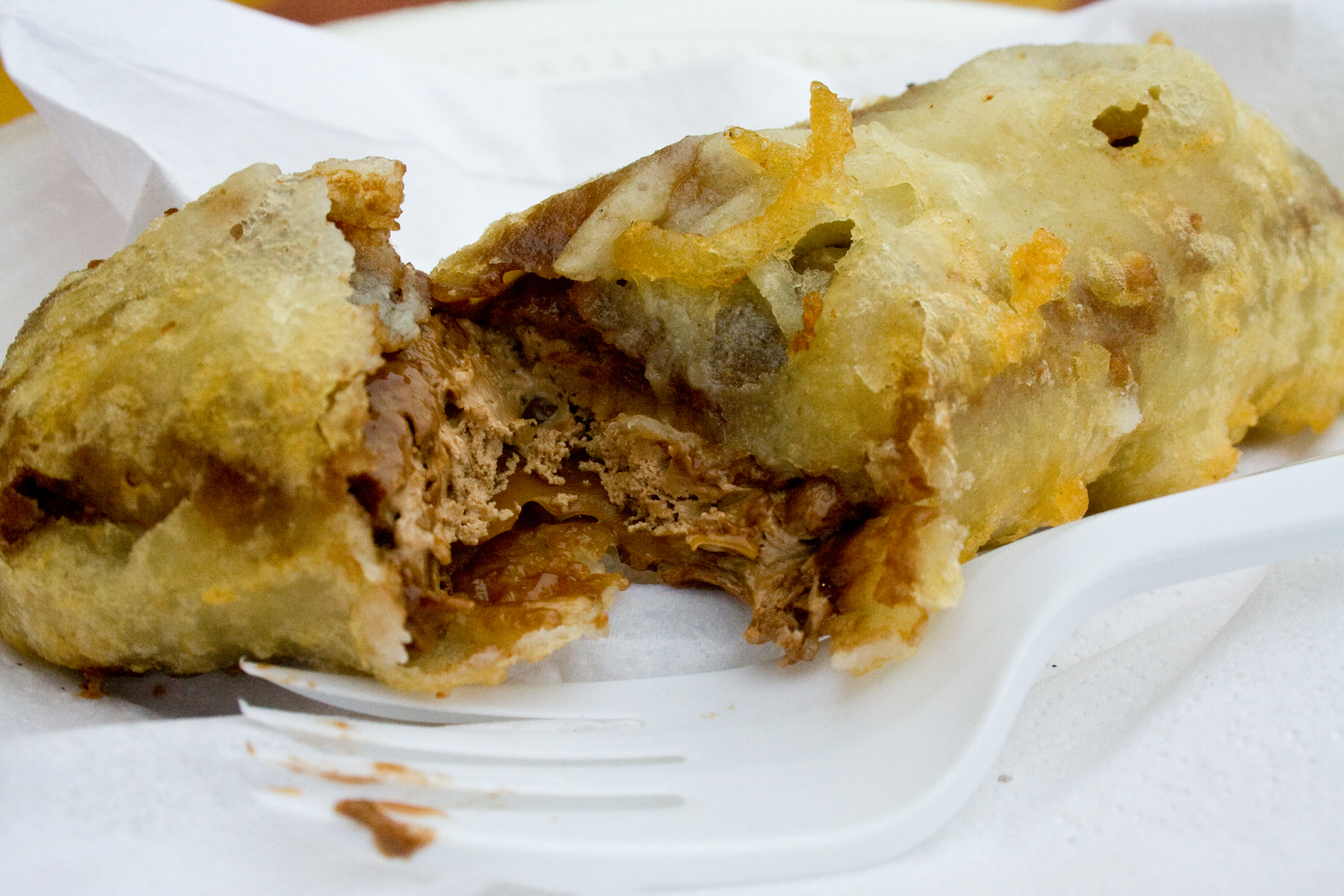
Смажений Mars
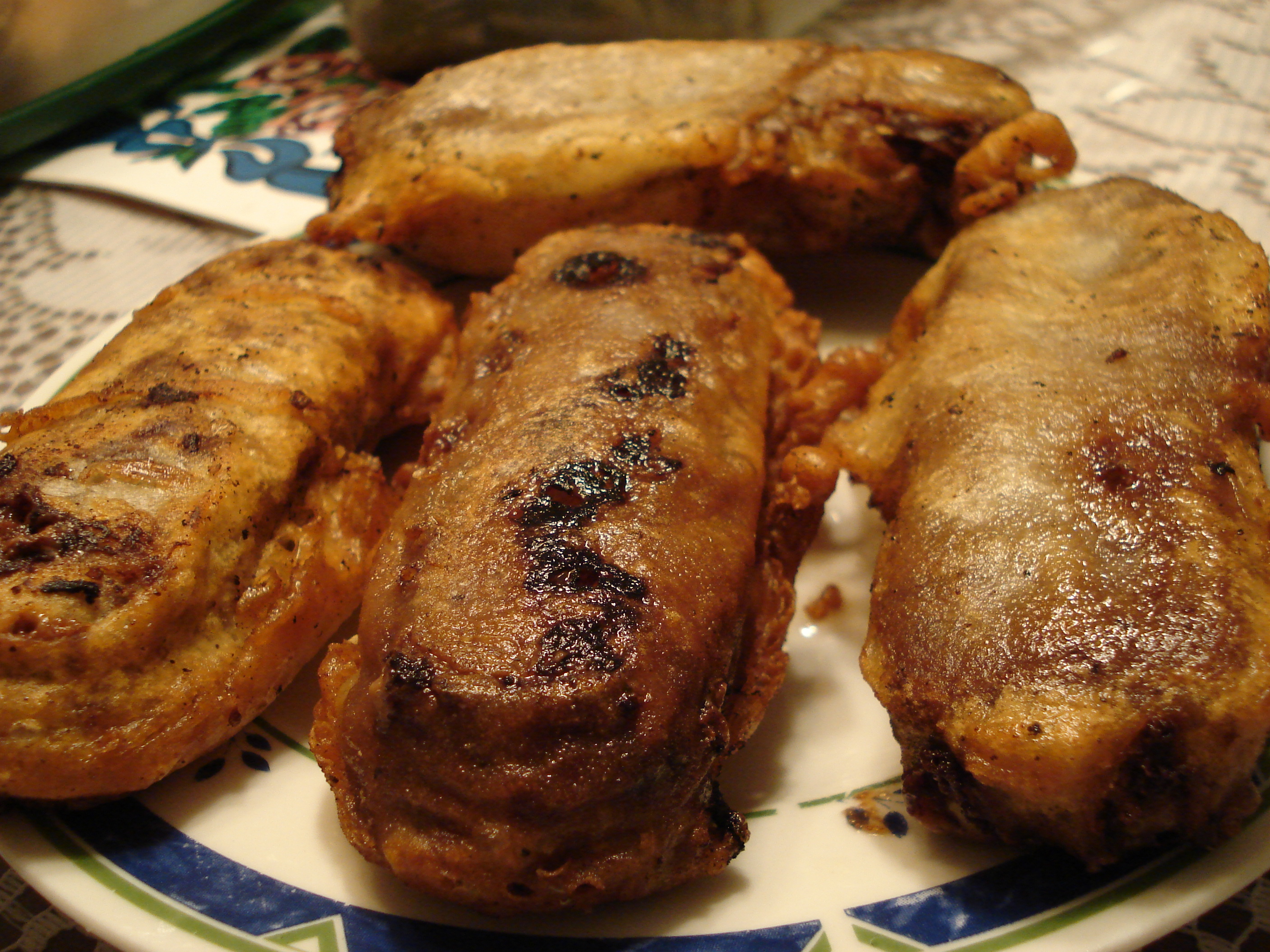
Смажений Mars
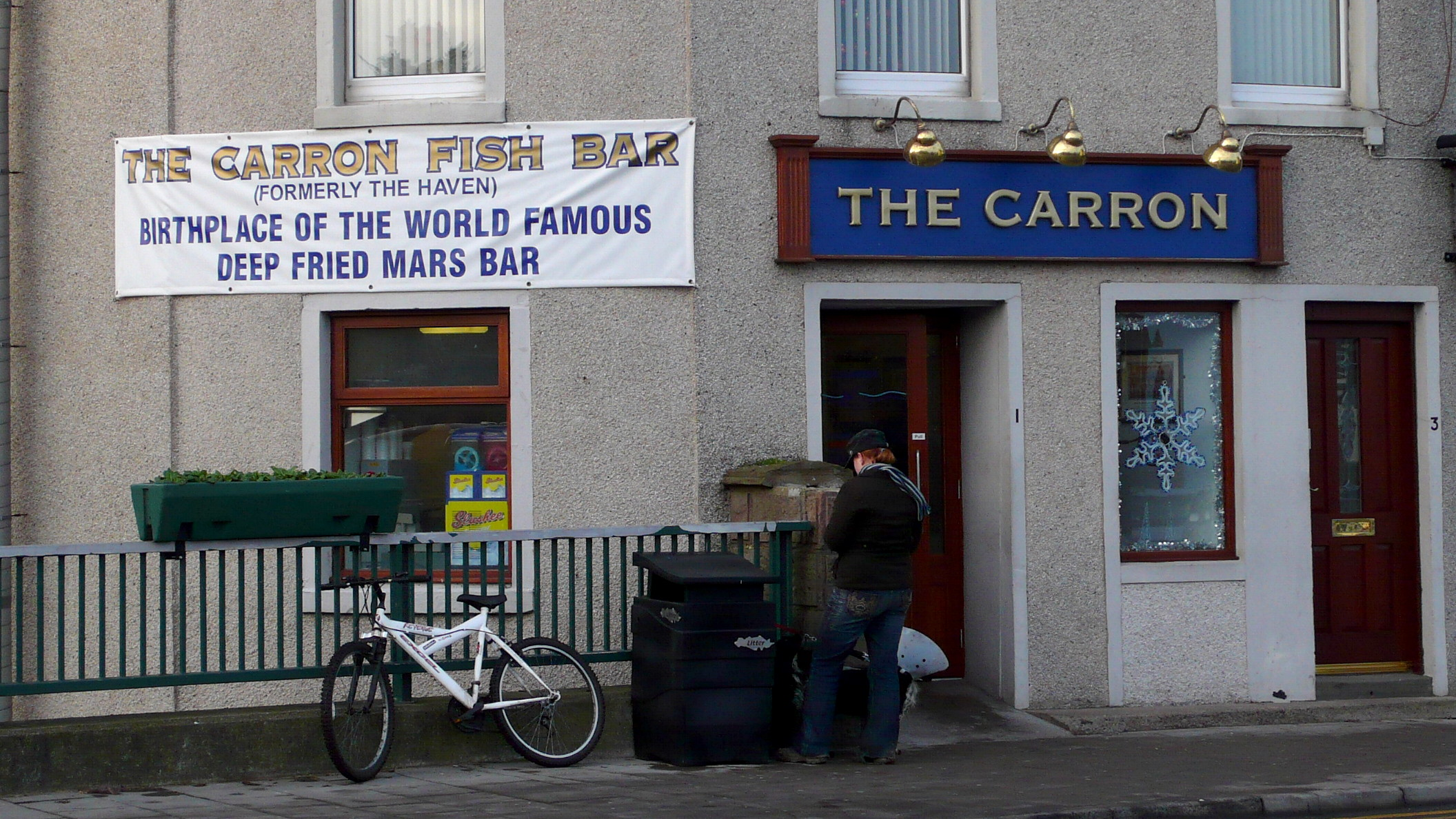
Бар у Шотландії (Стонгейвен), де перші почали подавати смажений батончик Mars

## Цікавий факт
У Стонгейвені почали смажити шоколадний батончик Mars.